# 亚罗士打吉华独立中学
亞羅士打吉華獨立中學（英文: Keat Hwa High School; 馬來文: Sekolah Menengah Keat Hwa (Persendirian); 簡寫：吉華獨中）是馬來西亞一所由華社出資創辦的華文獨立中學，位於吉打州亞羅士打，于1911年建校。
吉华独中最初是借用福建会馆为校舍，命名为“中华学校”。1935年，与南华学校和福建女校合并，取名“华侨学校”，后来，1963年，响应政府谕令，为了培养效忠意识，改称为“吉华独立中学”。

## 历史

### 早期
1911年，吉打当地先贤发起创立学校，借用福建会馆为校舍，原名为中华学校。1918年，广东会馆也设立了南华学校。
后来，建校委员会购买了一座洋房改为校舍。1928年完成洋楼左侧一座礼堂及课室，为中华学校拥有公式校舍之开端。1929年，福建会馆成立了福建女校。
1935年，中华学校、南华学校、福建女校，三校合并，取名“华侨学校”，学生人数有600多人，分三校上课，以Kg.Perak为总校，其余二校为分校。1938年，开办初中班，易名为“华侨中小学校”。
1940年，学生增加，面临校舍不敷的难题，又分为三处上课，在行政上带来了困扰和不便。
最后，获得社会贤达的支持成立建委会，购得总校左邻一座楼房及空地，辟为十余间教室，并建有篮球场及羽球场各一座，将原有之二分校学生全部迁入上课。

### 二战期
1941年，日本南侵，学校被迫停办，校舍被日军所占，众多学生被日军杀害和扣留。直到1945年日本投降，马来亚光复，学校在10月10日复办。
1949年，再次重组建委会，积极推动筹款工作，以二万八千元购得Kg.Baru校地，其面积为十二万八千方尺。
1950年，恭请吉打苏丹主持奠基仪式。1951年完工，建礼堂一座，教室二十二间，由吉州摄政王东姑雅谷开幕。建委会也为学校增设图书馆、教师宿舍、厨房、食堂、厕所等设施。
当时学校拥有两处校舍，同时将Kg.Baru校舍改为总校，Kg.Perak校舍改为分校。学生共有2000名，成为吉打州最大华校。
1956年，开办高中班。 1957年，发生学潮，学生群起罢课，反对驱逐超龄生及改制，多名学生被开除。
1958年，首届高中班学生毕业。小学部接受政府全津贴，于是奉命中小学分办，至此起，中学部称为“华侨中学”，学生千余名，小学部则鼎足三分：称“华侨标准型（H）校”；“华侨标准型（K）校”和“华侨标准型（S）校”。

### 改制后
1962年，中学部接受政府津贴，改名为“华侨国民型华文中学”，根据法令超龄生不得就读于上述中学，故另设“华侨独中”容纳超龄生。
1963年，响应政府谕令，为了培养效忠意识，董事部议决将中小五校改称为“吉华”，即为吉华国民型华文中学、吉华独立中学、吉华国民型（H）华文小学、吉华国民型（K）华文小学、吉华国民型（S）华文小学。
中小学分办后，国民型华文中学学生逐年增加，于是建委会在1965年把吉华独中迁出，先在 Jalan Lumpur 新校舍，在1989年再转到Jalan Pegawai 成功园新校舍。
新校舍备有28间课室、3间科学室、电脑室、视听教育室、语言实验室、学生宿舍等。1996年10月24日，恭请我国当时的首相马哈迪医生亲临主持新校舍落成开幕典礼。
1997年金融风暴开始席卷东南亚，学校常年维持费因此大受影响。学校面对困境，生源短缺，经济陷困，面临关闭危机，董事会决定全面改革，修订新章程，确立办学方针，以统考文凭为主，政府考试为辅，整顿行政结构。
2004年吉华独中开展了新的办学模式，改革学校的学制，即以独中统考为主，政府考试为辅的制度。同时开始实行全日上课制。
2012年吉华独中荣获吉打州教育局颁发2012年度“私立学校品质评鑑五星大奖”。
2012新学年开始学生人数已达797名。为推广学校性教育课程，并教育更多青少年在这方面如何自我保护，本校辅导处于3月10日至12日承办第六届全国中学生性教育营。此次活动也吸引了60名的学员参加。4月份，为倡导人人都运动，首度推展班级运动会，此举为吉州首创。学生为发挥创意，自制独特班旗、自创口号。4月20日，本校华乐团主办《伯牙绝絃》寻知音演奏会以筹募活动基金。6月家长日举行新书推介礼，《吉华独中人文出版基金》赞助出版本校家长杨微屏女士着作《教育心视野》      一书。8月与修平科技大学联办“机器人设计体验营”，此活动获得吉打州150名小学生踊跃参与。8月假期本校初二仁班以班刊《13狂想曲》夺得2012年学海杯全国中学刊物观摩赛亚军奖。为开拓学生视野，创文中心利用8月假期，带领美工班30名学生到台湾赴一场盛夏的游学及透过大学多元课程的安排，以让学生探索自己、认识自己。至2012年，我校已和台湾朝阳科大、龙华科大、慈济科技学院、明道大学、玄奘大学签署合作交流备忘录，以促进国际学术交流及为学子们开拓升学管道。10月，吉华独中24名美工班学生在校园内集体创作出6幅以“世界咖啡馆”为主题的 立体透视壁画。这六幅分别提名为《希腊爱情海》、《巴里岛风情》、《纽约大都市》、《南洋风情》、《亚马逊森林》及《古代罗马》。此举深获各界好评。10月28日本校新生入学考试反应热烈，共有350名华小生参加，但碍于师资难求及空间不足等因素，只能割爱，仅录取187名初一新生。11月 基于男宿舍已不敷使用，特将原有旧宿舍重新整修粉刷以供初一新生使用。同时董事会建设组也进行食堂整修工程。
2013 吉华独中经历十年改革，逐渐踏入转型期。校务蒸蒸日上，新学年开始学生人数共有831名。学校也荣膺了2012年私立学校品质评鉴五星学校卓越奖。5月，与吉玻留台同学会联办2013年台湾高等教育展。7月，为塑造行政团队，凝聚共识，特假浮罗交怡度假村主办真心英雄成长营，讲师为来自台湾阳明大学的黄素菲博士。同时金门大学及修平科技大学的国际志工们再次组团前来服务，为学子们提供不同课程体验。今年8月，我校再次组团带领文商班28名同学赴台游学，向5所大学取经即玄奘大        学、树德科技大学、义守大学、岭东科技大学及龙华科技大学。此行也个别拜访中原大学、大同大学及东海大学。此趟行程也借此机会和中原大学、树德科大及大同大学签署合作备忘录。此外，建国科技大学也于8月29日莅访本校签署合作交流备忘录。这为吉华独中开拓新的格局与发展方向。为了增加学校礼堂收入，董事会建设组耗资马币217，717令吉维修食堂与宴席烹饪场地。
2014年为了迈向优质教学，提升教师专业能力，校方设立“新手教师成长会”，着重培育种子队老师与储备人力，进而改善教学素质。除了重视教师的日常教学以外，校方也重视教学设备的提升。由2012年起截至今年，本校耗资马币49500令吉架构多媒体无线网络以提升校内网络基础建设后，本校继续推行多媒体教学计划，并获一善心人士傅亚白女士捐献马币3万6千令吉为12间教室增添多媒体设备。
2月初，台湾大叶大学志工团莅校交流并与本校签订合作协议书。
除了年度校庆义卖会，本校为了推展学生各项活动竞赛及培养学生筹办活动的能力，特于6月首次主办“舞动生命”文娱晚会以筹募学生活动基金，获社区人士鼎力支持，共筹获马币53171令吉。
本校高一学生深入社区推动阅读风气，筹划《阅光》系列活动荣获《圆缘创意与行动大赛》全国金奖。8月假期带领理科与美术设计科共30名学生台湾游学，参访大叶大学、玄奘大学、大同大学和朝阳科技大学。此外，庄琇凤校长也个别拜访东南科技大学校长。
9月，本校陈信言老师带领2013年初三仁班制作班刊《在北一方》成功脱颖而出，夺得由星洲日报主办第14届全国中学刊物观摩赛冠军，抱走“学海杯”及马币2千令吉奖金。
目前吉华独中正走在转型的路上，倾重于教师专业能力、学生学术、为学生开拓升学管道，因此重点目标落实在“朝向优秀学术宏愿迈进”，注重“老师的教和学生的学”。本校董家教员生团结一致，依据校方拟定计划按部就班地加以实践，以营造一个更有利的学习环境，培养学生的自治能力和办事能力，训练学生自动自发的学习精神，为学校的稳定和发展创造更有利的条件。
2014年学生人数共计876人。
2015年，学生人数首次突破千名，共有1066名。董事会制定了本校未来5年的发展策略蓝图，主要是注重学生发展、教师素质和硬体设备3大板块，以朝向素质教育。为打造更舒适的环境，校园办公室和图书馆都进行了整修；校园马路也已铺上地砖、以防淹水。
同时，学校也打造了1间可容纳250人的视听教育馆和1间多元用途小礼堂，以作宿舍生晚自习空间、小考场等多用途。教师办事处外也被改造成全新的人文空间，提供学生自由的活动空间。
2016年，本校将致力于提升学术成绩，会继续推行系列教师培训的工作，尤其每月一聚的新手教师成长会；至于学生学习方面，则会着重在英语课的教学和改进。
学校训导处推展校内及社区服务，以培养孩子们的感恩心；联课活动则着重于培养学生能力，在 5月假期举办了全国领袖训练营。
董事长总共拨出3万2千令吉的奖励金给学生；去年毕业生总共献捐了RM18,293.91给学校。是年，本校董事长荣噟第29届林连玉精神奖殊荣。
2017年，为让本校毕业生迈向国际殿堂，庄校长1月参与“马来西亚教育人员访韩交流会”，旨在推动两国学生之间修学旅游，从而让马来西亚与韩国两国之间的教育者对彼此国家教育系统文化有更深层的了解，为未来国际教育交流基础设施奠基。
同时，为迎上“一带一路”列车，缔造中马之间的联系，学校展开以董事长为首的中国教育考察之旅，带领董事、校长与教师共同前往中国长春，与吉林大学进行交流，双方达成合作共识，该大学也答应提供5个暑期班的免学费和住宿名额让学生体验大学生活；同时，团队也到吉林大学附属中学参访，校方安排旁听一堂中文课，随后与该校领导者进行交流，共同探讨两国教育制度的文化差异和面对的困境。
今年，本校的体育项目也取得出色大跃进，学校篮球队首次在县篮球比赛（18岁以下组别）夺得冠军；同时在其他县体育项目也有出色的成绩，如游泳、乒乓等。
联课方面，今年刚成立的机器人学会也创下佳绩，其成员在全国独中科技专题研习营暨机器人竞赛中获奖，分别是蓝牙遥控水上行舟竞赛亚军和蓝牙遥控自行车竞赛优胜奖；近年增设的戏剧工作坊，让初试啼声的成员分别在“2017年全国中学崇young戏剧比赛”中荣获银奖和佳作奖。
年终，学生厕所全面整修竣工。2017年高初三毕业生的爱校献金总额为RM27，000充作学校建设发展基金。今年年学生人数高达1096人，创下学校历年收生记录的新高。
2018年，本校学生人数再创高峰，全校人数已达1120人；男女宿舍生共收纳407人。由此可见，这也证明了本校董事会自改革以来的办学绩效，深获家长的支持。吉华独中走到这个发展、转型阶段时刻，为培养孩子们多元才华与能力，今年尝试改革推出弹性课表，一来为学生开设多元选修课程如阅读课及普通心理学课程；二来也让课堂教学正常化，避免受活动的干扰；此外，也可以给孩子们更多自主时间进行课后相关活动。
自2011年开始，本校推出《梦田杯》班刊比赛，多年来受家教教联谊会的全力支持，每年拨出奖励金及赞助外出比赛经费，连续四届，我们囊获不少奖项。2018年，我们再次蝉联第16届星洲日报主办《学海杯》全国中学华文刊物观摩赛冠军，终于赢得三连冠荣耀，让老鹰驻守吉华独中。这也是多年来推动阅读后取得的正向成果。校方也尝试鼓励学生参加国际等赛事或带队前往参加文学营队。
为开拓学生国际视野，相继举办四届台湾游学团之后，为配合中国一带一路的发展策略，而我校学生也相继选择前往中国大陆升学，因此，本校辅导处也在今年6月主办西安游学团。并参访当地文物遗迹和前往参访西安交通大学。
近年来，董事会斥资完善学校硬体设备。本校学生这两、三年来积极参与NTV7《校园报报看》活动制作团队及迎向新科技时代的来临，再次添置摄影棚及录音控制室。这有利于开展学生们的创意思维。今年底，为改善科学实验室的设备，董事会斥资马币30万令吉维修三间科学实验室。而荣幸的是我们获得了育才基金会拨款马币10万令吉充添购科学实验室器材。这项工程对培养学生探索、高度思维的提升有很大的助益。同时也可以提高学生对科学研究的兴趣。
吉华独中在董家教三方合作下，继续启航迎向美好的愿景。
2019年，基于宿舍生人数已达饱和，全校学生人数也保持稳定，共有1114人。董事会也落实完成翻新三间科学实验室，增设摄影棚及录音室等设备。并于4月正式启用，这有助于提升学生的学习力和创造力。
同年6月，中国晋江泉州轻工职业学院执行董事王树生、国际学院何振鹏院长及智能工学院蔡荣盛院长莅访本校，该院特捐出3台机器人予本校，此举有利于开拓本校科技教育的发展。处在数位化时代，本校理科生也多次代表外出参加数理学术技能竞赛，并屡次获奖，为校争光。今年底在育才教育基金会的赞助下，校方也将委派教师进修，参加数理科教师教学专业文凭课程。董事会近年来不断提升改善学校硬体建设之余，在软体建设方面，为克服面对师资聘请的难题，本校也在三年前着手推动教师职前培育工程。此计划乃是由校方遴选本校有优异表现的毕业校友，经面试后保送前往中、台师范大学就读相关科系及教育专业，待大学毕业后返校签约服务，这有利于学校的永续经营。
为扩展学生升学管道，让毕业生可以选择除了中港台、新加坡等地之余，也可前往西方欧美或澳洲等地升学，近年来校方也有计划性地培育英文师资专业资格及引进剑桥英语等级考试。这项考试在于评鉴非英语系源流国家学生的英语能力水平认证，作为入学资格的必备条件。
在学校行政领导方面，本校著力于培养行政人员的知能，除开始统整学校行政作业系统的要求，也连续两年委派三人一组的行政人员前往附设于上海华东师范大学的中学校长培训中心参与校长领导力提升研习班，一来提升行政主管的能力，二来得以培养校长的接班人选。此外，也邀请上海中学校长培训中心的教授们回访督导，提供办学方向的指引和改善意见。
继2011年董事会第一次组团参访慈济大学及中学后，本校行政团队于去年8月再次组团前往蹲点研习。2019年在董事会人文道德组的主导下，本校训导处推行高三、初三毕业生成年礼活动，藉以培养孩子们的人文涵养和实践服务学习的热情。这也是展现校方尤其重视学生德育的扎根工作。
自2013年董事会改革一来，吉华独中董事会、校方、家教联谊会三力相结合与汲汲经营之下，学校可说已有一定的发展规模。但我们清楚明了，为学校的永续发展，校方仍需再接再厉，开创学生的美好人生。

## 傳統與文化

### 校訓
禮義廉恥

### 學生十大信條
愛國愛校爱  尊敬師長  嚴守紀律  強健活潑  勤于學習  刻苦耐勞  整潔樸素  勇于改過  認真服務  誠實謙和 

## 外部連結
1. 亞羅士打吉華獨立中學官方網站（页面存档备份，存于） （中文）
2. 馬來西亞華校董事聯合會總會（页面存档备份，存于） （中文）
3. 馬來西亞華校教師會總會 （中文）
4. 馬來西亞教育部 （英文）
5. 姊妹校台灣明新科技大學 （中文）